# 단군 신화
단군 신화(檀君神話)는 한민족 최초의 나라인 고조선의 건국 신화이다. 상고자의 《삼국유사》나 《제왕운기》 등 고려 시대에 저술된 역사서에 처음 나오며, 《조선왕조실록》, 《응제시주》 등 조선 시대 여러 문헌에도 같은 내용이 있다.  

## 단군신화의 내용
《삼국유사》(三國遺事) 기이(紀異) 제1편에는 《고기》(古記)를 인용하여 다음과 같이 기록되어 있다.
옛날에 환인(桓因)의 서자 환웅(桓雄)이 천하에 자주 뜻을 두어 인간세상을 구하고자 하였다. 아버지가 아들의 뜻을 알고 삼위태백(三危太伯)을 내려다 보니 인간을 널리 이롭게(홍익인간[弘益人間])할 만한지라, 이에 천부인(天符印) 3개를 주며 가서 다스리게 하였다.
환웅이 무리 3천을 이끌고 태백산(太白山) 꼭대기 신단수(神壇樹) 밑에 내려와 여기를 신시(神市)라고 하니 이로부터 환웅천왕이라 불렀다. 풍백(風伯), 우사(雨師), 운사(雲師)를 거느리고 곡(穀), 명(命), 병(病), 형(刑), 선(善), 악(惡) 등 무릇 인간의 3백 60여 가지의 일을 주관하고 인간세상에 살며 다스리고 교화하였다.
이때 곰 한 마리와 호랑이 한 마리가 같은 굴에서 살면서 항상 신웅(환웅)에게 빌기를, “원컨대 (모습이) 변화하여 사람이 되었으면 합니다.”라고 하였다. 이에 신웅이 신령스러운 쑥 한 타래와 마늘 20개를 주면서 이르기를 “너희들이 이것을 먹고 백일 동안 햇빛을 보지 아니하면 곧 사람이 될 것이다.”라고 하였다.
곰과 호랑이가 이것을 받아서 먹고 기(忌)하였는데 삼칠일(三七日 : 21일) 만에 곰은 여자의 몸이 되었으나 범은 기하지 않아 사람이 되지 못하였다 전해지고,
웅녀(熊女)는 그와 혼인할 사람이 없었으므로 항상 신단수 아래서 아이를 가지기를 빌었다. 이에 환웅이 이에 잠시 (사람으로) 변해 결혼하였다. 웅녀는 출산한 아들의 이름을 단군왕검(檀君王儉)이라 하였다.
단군왕검(唐高, 요[堯])이 즉위한 지 50년인 경인년에 평양성(平壤城)에 도읍하고 비로소 조선(朝鮮)이라 칭하였다. 또 도읍을 백악산아사달(白岳山阿斯達)에 옮겼으니 그 곳을 궁홀산(弓忽山) 또는 금며달(今㫆達)이라고도 한다. 나라를 다스리기 1천 5백 년이었다.
주(周)나라의 호왕(虎王, 무왕)이 즉위한 기묘년에 기자(箕子)를 조선(朝鮮)에 봉하니, 단군은 곧 장당경(藏唐京)으로 옮겼다가 뒤에 아사달(阿斯達)에 돌아와 숨어서 산신이 되니, 수(壽)가 1천 9백 8세이었다 한다.

## 배경
단군 신화의 내용을 통해 고조선 사회는 선민 사상과 홍익 인간의 이념을 바탕으로 하여 국가를 건국하였고, 애니미즘과 토테미즘의 신앙을 가진 농경 사회였음이 인지되어 제정일치(祭政一致)의 사회였음을 알 수 있다.
‘곰’의 선택적 의미는 호랑이와 곰의 경쟁은 투쟁이 아니라 시간을 기다리며 참는 데에 있다. 따라서 영웅성보다는 덕성(德性)을 상위의 가치(價値)로 두었다는 의미로 볼 수 있고 동굴 속에서의 동면을 거쳐 봄에 다시 활동하는 곰을 통하여 자연의 순환과 재생력(再生力)이 인간에게도 파급되기를 희구하는 의식의 표현으로 볼 수 있다.
또한 ‘곰’을 토템으로 삼았던 부족이 ‘호랑이’를 토템으로 삼았던 부족과 경쟁으로 국가로의 통합에서 정통성을 획득하였다는 의미로도 해석할 수 있다. 특히 이것은 곰에 관련한 전설과 신화 그리고 이름들이 유난히 많은 이유로 설명할 수 있다.
신단수(神壇樹)의 의미는 신령에게 제사 드리는 장소에 서 있는 나무로 지상에 있으면서 하늘과 땅을 연결하는 신성한 지점의 표시하는 세계 중심, 또는 우주 중심의 ‘생명의 나무’로 나타내는데 ‘생명의 나무’는 우주의 기원과 만물의 탄생을 상징하는 나무로 수많은 종교에서 신적 존재 또는 신이나 현인들에게 지혜를 주는 존재로 등장하고 있다.
한편 약쑥과 마늘의 의미는 곰이 ‘약쑥’과 ‘마늘’을 먹으며 햇빛을 보지 않는 것은 지상적 존재가 그 세속성(世俗性)을 탈피하고 신성한 존재와 만나기 위해 필요한 금기(터부)이다. 즉, 쑥과 마늘을 먹으며 100일을 버틴 곰은 용맹을 대표하는 호랑이를 제치고 인간으로 환생했다는 것은 투쟁보다 인내를 선택한 한민족의 특성으로도 볼 수 있다.
또한 사람의 일생은 끊임없이 여러 단계나 과정(상태)을 통과하는 것으로 이루어지는데 중요한 단계를 통과할 때에는 반드시 시련과 고통이 있게 마련이라는 생각이 의식으로 채택된 것이 통과 의례이다. 단군신화의 쑥, 마늘, 어둠 등은 이러한 통과의 과정을 통해 새 생명을 얻는다는 보편적 인식을 상징화한 것으로 볼 수 있다.
환웅은 이른바 홍익인간의 이념을 실천하기 위하여 신단수 아래에 신시(神市)를 열고 풍백(風伯) · 우사(雨師) · 운사(雲師) 등의 주술사들을 통솔하여 곡식 · 생명 · 병 · 형벌 · 선악 등 인간사 360여가지를 주관하였다고 전해지고 있다.
한 왕국의 창시자가 비로소 문화를 창조한 주체로 떠오르는 것은 당연한 일이라고 할 수 있다. 단군은 천왕이라 일컬어진 환웅의 아들이고, 단군에 앞서 환웅이 이미 신시를 열고 통치형태와 문화적 제도를 갖춘 것으로 기술되어 있다. “환웅이 천하에 뜻을 두고 인간세상을 탐내어 구하였다.” 또는 “홍익인간하였다.” 또는 “재세이화(在世理化)하였다.” 하는 등의 표현은 그가 이미 어떤 규모를 갖춘 통치단위의 지배자였음을 말해주고 있다.
그렇다면 단군은 아버지 신인 환웅이 이미 이룩해놓은 터전 위에서 단군조선을 건국한 것이 된다. 곧, 단군의 나라는 환웅의 나라에서 지향하는 국가이념과 제도를 계승하여 건국한 것을 상징적으로 의미하므로 따라서, 단군신화에서는 건국의 주체로 두 사람이 등장하고 있고, 한 사람이 보다 더 기초적인 객체를 성취한 뒤를 이어 다른 한 주체가 좀더 종교적인 객체를 성취한 것이라고 생각되는 것이다. 다만, 제정일치로 대표되는 신권 정치(神權政治) 또는 신정 정치(神政政治)의 나라에서 인권 정치(人權政治), 민권 정치(民權政治)의 나라로 변해가듯이 환웅이라는 주체가 성취한 객체에는 종교적인 색채가 상대적으로 강한 데 비하여, 단군이라는 주체가 성취한 객체는 정치 쪽에 기울어져 있다는 정도의 차이를 지적할 수 있다.

## 같이 보기
- 환인
- 환웅
- 단군
- 신시

## 참고 자료
- 「한국의 신화 이야기」, 고조선의 단군신화,  이지영 저, 사군자(2003년, 33~57p)
- 「국사 용어사전」, 고조선 건국 신화, 이은석 저, 신원문화사(2006년, 243~278p)
- 「한국의 고전을 읽는다」, 단군신화, 서대석 저, 휴머니스트(2006년, 62~92p)